# Fotbal Club Dinamo Bucarest
Pour le club omnisport, voir Dinamo Bucarest.
Maillots
Actualités
Le SC Dinamo 1948, plus connu sous le nom de Fotbal Club Dinamo București est un club roumain de football basé à Bucarest. Il a été créé comme émanation du Ministère de l'Intérieur. Il est l'un des clubs les plus titrés de Roumanie.

## Historique
Le Dinamo est fondé le 14 mai 1948, lorsque le « Unirea Tricolor » - nouvellement entré, en janvier 1948, sous le contrôle du Ministère des Affaires intérieures du régime communiste - se réunit avec le "Maccabi Bucarest - Ciocanul". Le club de sport représentait l'institution mentionnée ci-dessus. Le nom "Dinamo" a été utilisé pour la première fois le 1er mai 1948. Cependant le vrai début sous ce nom sera lors de la saison 1947-1948 de Division A (finissant huitième). Parmi les joueurs de l'équipe, on peut citer Ambru, Angelo Niculescu, Teodorescu, Siclovan, Bartha, Sârbu.
En 1955, le Dinamo gagne son premier championnat. Avec Angelo Niculescu en tant qu'entraîneur, le Dinamo impressionne principalement offensivement, avec une attaque formée par Ene I, Neaga et Suru. La défense, avec des joueurs comme Băcuț I, Băcuț II, Szoko, Călinoiu, a été la meilleure du championnat, accusant uniquement 19 buts.
Lors de l'automne 1956, l'équipe fait ses débuts en Coupe des Clubs Champion (créée l'année précédente). Le Dinamo est la première équipe à jouer en compétitions européennes. Le match des débuts se joue le 26 août 1956, devant 32.000 spectateurs. Le Dinamo bat le Galatasaray 3 à 1. Lors du match retour, le Dinamo perd à Istanbul 1 à 2.
Les années suivantes, le Dinamo rencontre des équipes fameuses en Europe, comme le Real Madrid (le match se déroule à Bucarest au Stade du 23 août et établit un nouveau record pour ce stade : 100 000 spectateurs) ou l'Inter Milan ou Feyenoord Rotterdam.
En 1973, en Coupe d'Europe, le Dinamo surpasse l'équipe d'Irlande du Nord les Crusaders Belfast. Le score de 11 - 0 à domicile contre l'équipe nord-irlandaise est la victoire avec la plus grosse différence de buts dans l'histoire de cette compétition.

### Dates marquantes
- 1948 : fondation du club sous le nom de CS Dinamo Bucarest
- 1948 : première participation au championnat de 1re division (saison 1948/49)
- 1956 : première participation à une Coupe d'Europe (C1, saison 1956/57)
- 1992 : le club est renommé FC Dinamo Bucarest
- 2022 : le club descend en deuxième division après 74 ans en première division (Championnat de Roumanie de football 2021-2022)
- 2023 : le club fini 4e de Liga 2 et remonte en première division

## Palmarès

### Compétitions nationales
- Championnat de Roumanie (18) 
  - Champion : 1955, 1962, 1963, 1964, 1965, 1971, 1973, 1975, 1977, 1982, 1983, 1984, 1990, 1992, 2000, 2002, 2004, 2007
  - Vice-champion : 1951, 1952, 1953, 1956, 1959, 1961, 1967, 1969, 1974, 1976, 1979, 1981, 1985, 1987, 1988, 1989, 1993, 1999, 2001, 2005
- Coupe de Roumanie (13)
  - Vainqueur : 1959, 1964, 1968, 1982, 1984, 1986, 1990, 2000, 2001, 2003, 2004, 2005, 2012
  - Finaliste : 1954, 1969, 1970, 1971, 1987, 1988, 1989, 2002, 2011, 2016
- Supercoupe de Roumanie (2)
  - Vainqueur : 2005 et 2012
  - Finaliste : 2001, 2002, 2003, 2007 et 2014

- Coupe de la Ligue roumaine (1)
  - Vainqueur : 2017

### Compétitions internationales
- Coupe d'Europe des Clubs Champions
  - Demi-finaliste : 1984
- Coupe d'Europe des Vainqueurs de Coupe
  - Demi-finaliste : 1990

## Sponsors
| Équipementier | Sponsor du maillot |
| ------------- | ------------------ |
| Macron        | Orange             |

## Maillots retirés
- 11 –  Cătălin Hîldan - À titre posthume
- 12 - Dédié au fans
- 14 -  Patrick Ekeng Ekeng - À titre posthume (après sa mort en plein match)

## Effectif actuel (2024-2025)
| N° | Nat.                   | Poste | Nom du joueur                         |
| -- | ---------------------- | ----- | ------------------------------------- |
| 1  | Drapeau de la Slovénie | G     | Adnan Golubović                       |
| 3  | Drapeau de la Roumanie | D     | Raul Opruț (prêté par le KV Courtrai) |
| 4  | Drapeau du Togo        | D     | Kennedy Boateng                       |
| 5  | Drapeau de la Roumanie | D     | Răzvan Pașcalău                       |
| 6  | Drapeau de la Roumanie | M     | Cristian Licsandru                    |
| 7  | Drapeau de la Roumanie | A     | Dennis Politic                        |
| 8  | Drapeau de la France   | M     | Eddy Gnahoré                          |
| 9  | Drapeau du Kosovo      | A     | Astrit Selmani                        |
| 10 | Drapeau de la Roumanie | M     | Cătălin Cîrjan                        |
| 16 | Drapeau de la Roumanie | G     | Alexandru Stoian                      |
| 17 | Drapeau de la Bulgarie | M     | Georgi Milanov                        |
| 19 | Drapeau de Madagascar  | A     | Hakim Abdallah                        |
| 20 | Drapeau de la Roumanie | A     | Antonio Bordușanu                     |
| 21 | Drapeau de la Moldavie | A     | Petru Neagu                           |

| No. | Nat.                                           | Position | Nom du joueur                              |
| --- | ---------------------------------------------- | -------- | ------------------------------------------ |
| 22  | Drapeau de la Roumanie                         | A        | Andrei Bani                                |
| 23  | Drapeau de la Roumanie                         | D        | Răzvan Patriche ()                         |
| 24  | Drapeau de la Roumanie                         | A        | Adrian Caragea                             |
| 27  | Drapeau de la république démocratique du Congo | D        | Maxime Sivis                               |
| 28  | Drapeau du Togo                                | D        | Josué Homawoo                              |
| 29  | Drapeau de la Roumanie                         | M        | Alexandru Irimia                           |
| 30  | Drapeau de la Roumanie                         | M        | Raul Rotund                                |
| 31  | Drapeau de la Roumanie                         | D        | Costin Amzăr                               |
| 43  | Drapeau de la Roumanie                         | G        | Răzvan Began                               |
| 73  | Drapeau de la Roumanie                         | G        | Alexandru Roșca                            |
| 77  | Drapeau de la Roumanie                         | A        | Andrei Florescu                            |
| 90  | Drapeau de la Roumanie                         | M        | Andrei Mărginean (prêté par l'US Sassuolo) |
| 98  | Drapeau de la Roumanie                         | D        | Cristian Costin                            |
|     | Drapeau de l'Espagne                           | A        | Alberto Soro                               |

## Joueurs emblématiques
- Marius Alexe
- Ionel Augustin
- Ioan Andone
- Ilie Balaci
- Papa Malick Ba
- George Blay
- Florin Bratu
- Ovidiu Burcă
- Rodion Cǎmǎtaru
- Florin Cernat
- Marius Cheregi
- Liviu Ciobotariu
- Cosmin Contra
- Marian Damaschin
- Ionel Dănciulescu
- Ilie Datcu
- Augustin Deleanu
- Sulejman Demollari
- Cornel Dinu
- Florea Dumitrache
- Alexandru Ene
- Gheorghe Ene
- Collins Fai
- Daniel Florea
- Khalid Fouhami
- Constantin Frățilă
- Ionel Ganea
- Dudu Georgescu
- Gábor Gerstenmájer
- Dragoș Grigore
- Ștefan Grigorie
- Cătălin Hâldan
- Marin Ion
- Giani Kiriță
- Michael Klein
- Djakaridja Koné
- Bogdan Lobonț
- Mircea Lucescu
- Ioan Lupescu
- Dănuț Lupu
- May Mahlangu
- Ciprian Marica
- Dorin Mateuț
- Xavier Méride
- Adrian Mihalcea
- Gheorghe Mihali
- Alexandru Moldovan
- Viorel Moldovan
- Francisco Molinero
- Dumitru Moraru
- Cosmin Moți
- Cătălin Munteanu
- Dorinel Munteanu
- Vlad Munteanu
- Adrian Mutu
- Valentin Năstase
- Adam Nemec
- Marius Niculae
- Claudiu Niculescu
- Ion Nunweiller
- Radu Nunweiller
- Titus Ozon
- Ion Pârcălab
- Florentin Petre
- Florin Prunea
- Octavian Popescu
- Cristian Pulhac
- Ștefan Radu
- Florin Rǎducioiu
- Mircea Rednic
- Dorin Rotariu
- Ioan Sabău
- Marcel Sabou
- Alexandru Sătmăreanu
- Tibor Selymes
- Bogdan Stelea
- Gabriel Tamaș
- Mihai Tararache
- Daniel Timofte
- Gabriel Torje
- George Țucudean
- Chris Vrânceanu
- Ianis Zicu
- Zé Kalanga

## Adversaires européens
Les équipes en italique n'ont été rencontrées que dans le cadre de la Coupe Intertoto.
- Dinamo Tirana (à 2 reprises)
- KF Tirana
- Bayer Leverkusen
- Eintracht Francfort
- FC Cologne
- Hambourg SV
- Sturm Graz
- Club Bruges (à 2 reprises)
- FC Malines
- RSC Anderlecht
- Dynamo Minsk
- Levski Sofia
- Hajduk Split
- NK Varaždin
- Slovan Liberec
- Alki Larnaca
- Omónia Nicosie
- Aston Villa
- Everton FC
- Liverpool FC
- Manchester United
- Tottenham Hotspur
- Dundee United
- Atlético de Madrid (à 2 reprises)
- Real Madrid
- FC Lahti (à 2 reprises)
- FF Jaro
- EA Guingamp
- Girondins de Bordeaux
- Olympique de Marseille
- Poti
- Panathinaïkos (à 2 reprises)
- Skoda Xanthi
- St. Patrick's
- KR Reykjavik
- Betar Jérusalem
- Cagliari Calcio
- Genoa CFC
- Lazio Rome
- AC Milan
- UC Sampdoria
- Liepājas Metalurgs
- FC Mondercange
- FC Olimpia Bălți
- FK Vardar Skopje
- Hibernians FC
- Feyenoord Rotterdam
- NEC Nimègue
- SC Heerenveen
- Crusaders
- Vålerenga
- Polonia Varsovie
- Benfica Lisbonne (à 2 reprises)
- FC Porto
- Sporting CP
- CSKA Moscou
- Spartak Moscou
- FK Zemun
- Partizan Belgrade (à 2 reprises)
- Grasshoppers Zürich
- MŠK Žilina
- Spartak Trnava
- IF Elfsborg
- Beşiktaş
- Boluspor
- Galatasaray
- Chakhtar Donetsk
- Metalist Kharkiv
- Vorskla Poltava